# SS Poseidon
O SS Poseidon é um navio transatlântico fictício presente no livro The Poseidon Adventure do escritor norte-americano Paul Gallico. Segundo o romance, na noite de 29 de dezembro de 1968, durante sua viagem de fim de ano, uma onda atingiu o navio, fazendo o navio virar de ponta cabeça. Um modelo do SS Poseidon usado nas fimagens do filme de 1972 está em exposição no Los Angeles Maritime Museum.

## Cinema
O Poseidon já foi retratado nos seguintes filmes:
- The Poseidon Adventure (1972)
- Beyond the Poseidon Adventure (1979)
- Poseidon (2006)